# 卡莱斯
卡莱斯（法語：Calès，法語發音：[kalɛs]）是法国多尔多涅省的一个市镇，属于贝尔热拉克区。

## 地理
卡莱斯（44°51'24"N, 0°48'45"E）面积8.02 平方千米，位于法国新阿基坦大区多爾多涅省，该省份为法国西南部内陆省份，是法國本土面积第三大的省，大致对应佩里戈尔地区，北起顺时针与夏朗德省、上维埃纳省、科雷兹省、洛特省、洛特-加龙省、吉倫特省和滨海夏朗德省接壤。
与卡莱斯接壤的市镇（或旧市镇、城区）包括：特雷莫拉、勒比松德卡杜安、莫利耶尔、多尔多涅河畔巴德福勒、莫扎克和大卡斯唐。

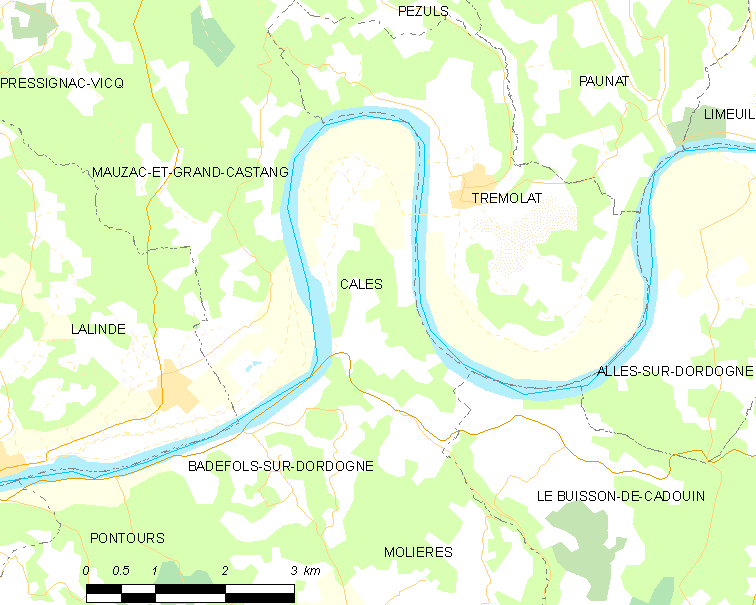
卡莱斯的OSM定位图

卡莱斯的时区为UTC+01:00、UTC+02:00（夏令时）。

## 行政
卡莱斯的邮政编码为24150，INSEE市镇编码为24073。

## 政治
卡莱斯所属的省级选区为拉兰德县。

## 人口

1962-2008年间卡莱斯人口变化图示

卡莱斯于2022年1月1日时的人口数量为373人。